# 大樋長左衛門
十代 大樋 長左衛門（おおひ ちょうざえもん、1927年〈昭和2年〉10月28日 - 2023年〈令和5年〉10月17日）は、日本の陶芸家で、大樋焼の本家十代当主。日展・日本現代工芸美術展・その他の個展などで大樋焼にとらわれない自由なかたちでの発表を行う際には大樋 年朗（おおひ としろう）を名乗る。2016年（平成28年）には「長左衛門」の名跡を長男・大樋年雄に譲って、以後は大樋 陶冶斎（おおひ とうやさい）を名乗る。本名は奈良 年郞（なら としろう）。文化勲章受章者。金沢市出身。

## 経歴

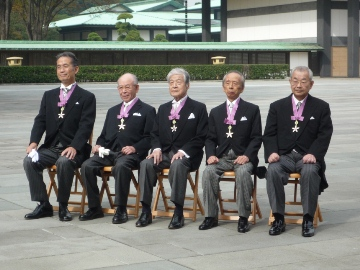
2011年11月3日、文化勲章親授式後の記念撮影にて沖縄科学技術研究基盤整備機構ユニット代表研究者柳田充弘（左端）、名城大学窒化物半導体基盤技術研究センターセンター長赤﨑勇（左から2人目）、日本芸術院会員丸谷才一（中央）、東京大学名誉教授三谷太一郎（右端）と

- 1927年 - 九代大樋長左衛門(1901〜86)の長男として生まれる
- 1949年 - 旧制東京美術学校（現東京藝術大学）工芸科卒業
- 1950年 -「日展」初入選
- 1956年 -「日展」北斗賞
- 1957年 -「日展」特選・北斗賞
- 1958年 - 日本陶磁協会賞
- 1961年
  - 「日展」特選・北斗賞
  - 「ベルリン日本工芸展」招待
- 1967年 - 史上最年少の39歳で「日展」審査員を務める（以後1972、1976、1988、1997、2001、2004の各年にも再任）
- 1968年 - 北國文化賞
- 1973年 -「中日国際陶芸展」評議員
- 1976年 - 金沢市文化賞
- 1978年 - 金沢市工芸協会会長
- 1980年 - 現代工芸美術家協会理事
- 1982年 - 第14回「日展」文部大臣賞（「歩いた道」花器、東京国立近代美術館収蔵）
- 1984年 - ボストン大学で基調講演
- 1985年 - 日本芸術院賞[2]（「峙つ」花三島飾壺、日本芸術院会館収蔵）
- 1986年 - 中日文化賞
- 1987年 - 十代大樋長左衛門を襲名
- 1988年 - 石川県陶磁協会会長、金沢大学教授
- 1989年 - 金沢卯辰山工芸工房工房長
- 1991年 -「大樋長左衛門・加山又造・勅使河原宏 三人展」
- 1992年
  - 「日本の陶芸『今』100選展」（NHK・フランス政府共催）
  - 第7回「国民文化祭石川92 土と炎の芸術祭陶芸展」審査員
- 1995年
  - 日本陶磁協会理事
  - 「現代日本陶磁の秀作アジア巡回展」招待出品（中国・タイ・マレーシア・インドネシア）
- 1997年
  - ロチェスター工科大学より名誉博士号
  - 石川県美術文化協会理事長
  - 現代工芸美術家協会理事長
  - 「世界工芸都市会議 金沢97」開催委員会会長
- 1999年 - 日本芸術院会員
- 2000年 - 金沢学院大学美術文化学部学部長・教授
- 2001年
  - 第40回記念「現代工芸美術展」審査主任
  - 日展常務理事審査員
  - 第16回「日本陶芸展」招待出品
  - 「中華民国国際陶芸展」招待出品（台湾）
  - 「RAKU国際会議」記念基調講演（韓国）
- 2003年 - 第1回茶道文化振興賞
- 2004年
  - 日本陶磁協会特別記念功労賞
  - 第36回「日展」審査主任
  - 文化功労者[3]
- 2005年 - 金沢市名誉市民[4]
- 2006年 - 金沢学院大学副学長
- 2008年 -「日展」顧問
- 2009年 -「陶冶斎拝命記念個展」（全国巡回）
- 2010年 -「金沢世界工芸トリエンナーレ」実行委員長
- 2011年
  - 第50回記念「日本現代工芸美術展」審査主任
  - 東日本大震災復興チャリティー展「Craft for the people-工芸はひとびとのために」実行委員長
  - 「作陶六十年記念個展」（全国巡回）
  - 文化勲章[5]
  - 石川県名誉県民
- 2012年
  - 台湾国立台南芸術大学より名誉博士号
  - 天皇・皇后より誕生日宴会の儀に招待
- 2013年 - 第2回「金沢世界工芸トリエンナーレ」招待出品
- 2015年 - 北陸新幹線金沢駅舎に「日月の煌き」を製作
- 2016年 - 大樋陶冶斎を襲名
- 2023年10月17日午前 - 脳出血のため金沢市内の病院で死去。95歳没[1]。死没日付をもって天皇陛下より従三位に叙された[6]。

## 主な作品所蔵先
- 宮内庁
- 総理大臣官邸
- 日本芸術院会館
- 東京国立近代美術館
- 京都国立近代美術館
- 東京都美術館
- 東京藝術大学美術館
- 東京都庁
- 大阪市役所
- 姫路市書写の里・美術工芸館
- 石川県庁
- 石川県立美術館
- 金沢市役所
- 金沢21世紀美術館
- 金沢大学
- 金沢美術工芸大学
- 金沢学院大学
- 大樋美術館
- メトロポリタンミュージアム（米国）
- ルーブル美術館（フランス）
- カウンティーミュージアム（米国）
- ハーバード大学フォグミュージアム（米国）
- メモリアルアートギャラリー（米国）
- ゲント市立美術館（ベルギー）
- ボストン大学（米国）
- ロチェスター工科大学（米国）
- ナンシー市（米国）

## 著書
- 1977年 -『楽焼の技法』（雄山閣）、新版1991年
- 1981年 -『茶のやきもの 中国 朝鮮』（グリーン・ブックス 淡交社）
- 1982年 -『百陶対話』（北國出版社）
- 1986年 -『大樋年朗作品集』（講談社）、大著
- 1987年 -『茶陶 大樋』（淡交社）
- 1990年 -『百椀百趣』（主婦の友社）
- 2001年 -『大樋長左衛門の陶芸』（淡交社）
- 2009年 -『陶道無今昔』（北國新聞社）